# Roland de Medici
Pour les articles homonymes, voir Roland (homonymie).
Roland de Medici (né v. 1330, à Milan, en Lombardie[réf. nécessaire] - mort le 15 septembre 1386 à Borgo San Donnino, en Émilie-Romagne) est un ermite italien du XIVe siècle, considéré comme bienheureux par l'Église catholique.

## Biographie
À 30 ans, Roland de Medici choisit de quitter le monde pour vivre en ermite. Afin d'éviter le péché, il garde le silence pendant 26 ans. Il se nourrit de ce qu'il trouve dans les bois et mendie en silence. Il ne porte que la même peau de chèvre. Il prie aussi plusieurs heures debout sur un pied, les yeux tournés vers le ciel.
Il meurt le 15 septembre 1386 à Borgo San Donnino, région d'Émilie-Romagne (Italie).